# قلعة رستم
قلعة رستم هي قلعة تاريخية تعود إلى عصر السلالة الصفوية - السلجوقية، وتقع في مقاطعة زابل. قويشار إليها أيضًا باسم حصن هاوزدار، وتعتبر من مناطق الجذب في سيستان وبلوشستان.

## معرض الصور

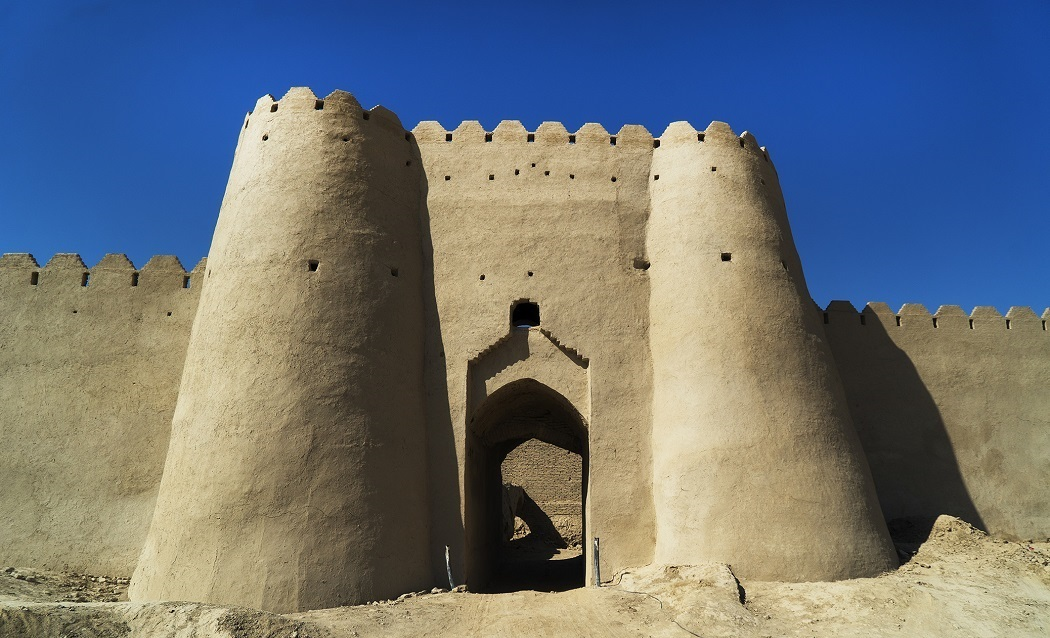
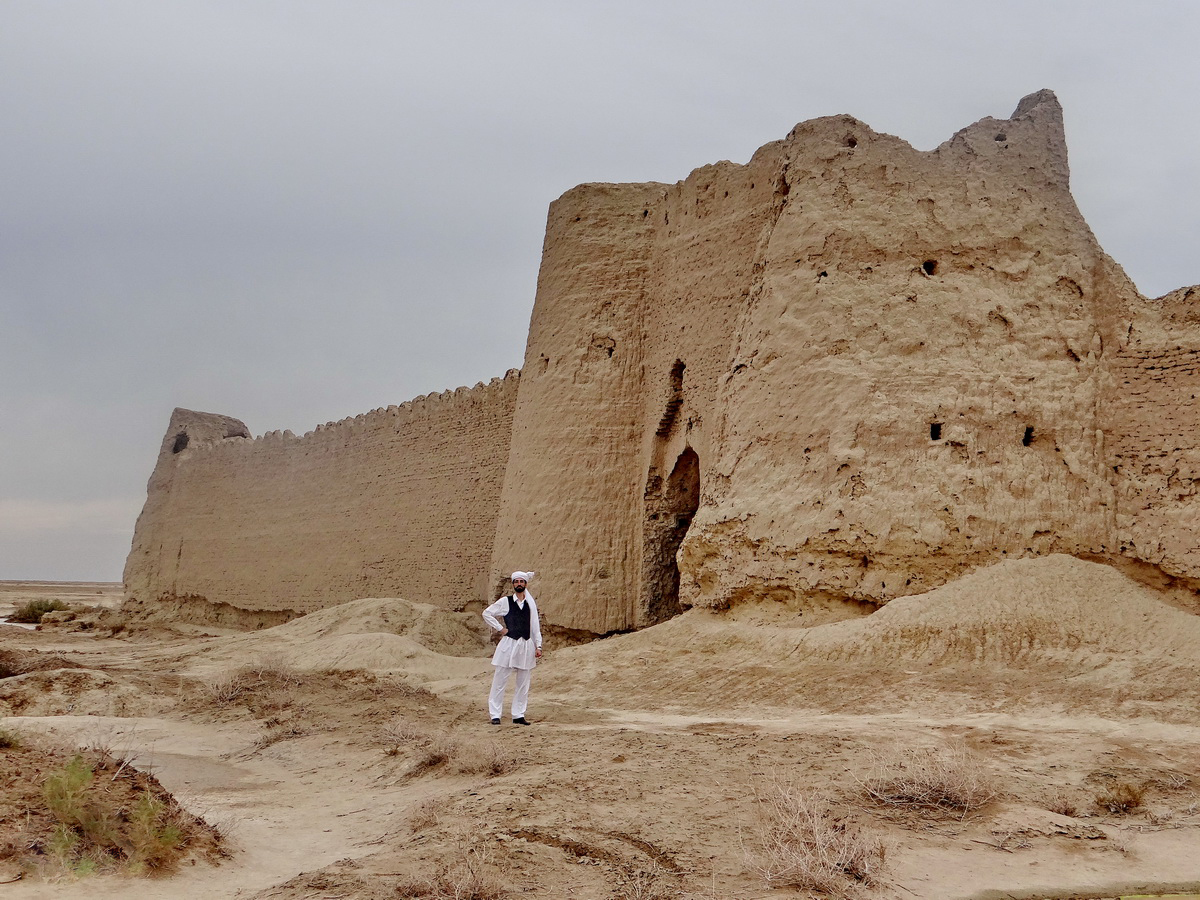
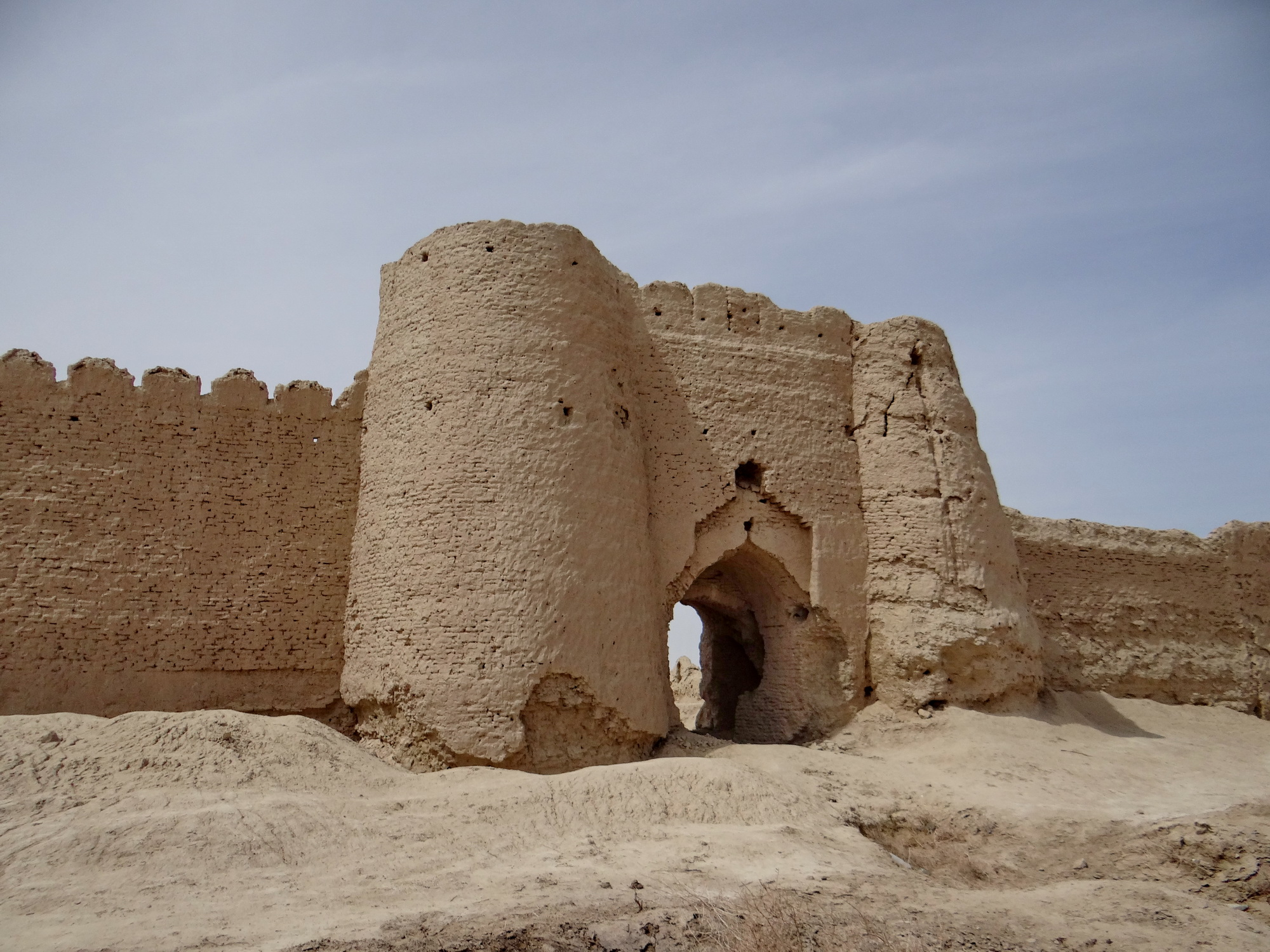
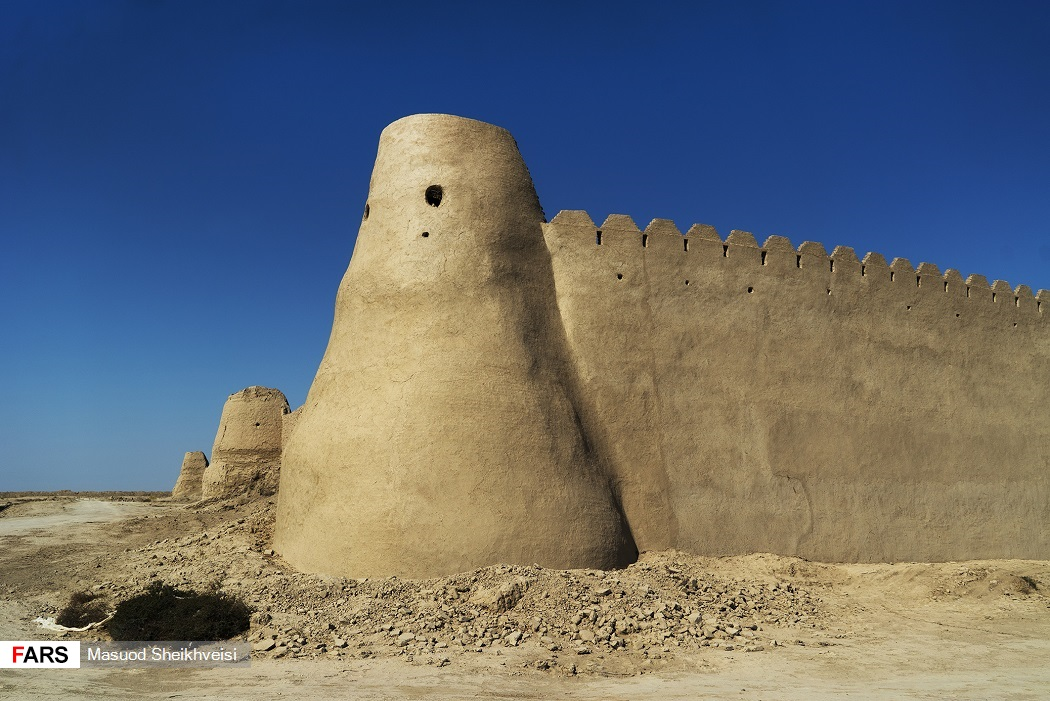
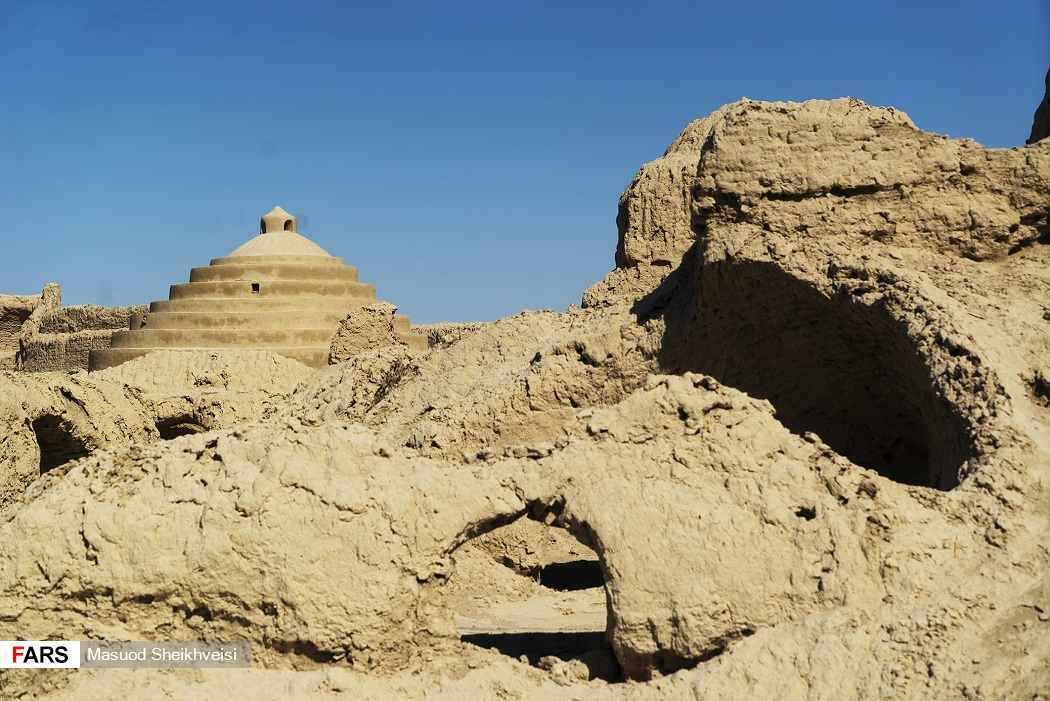
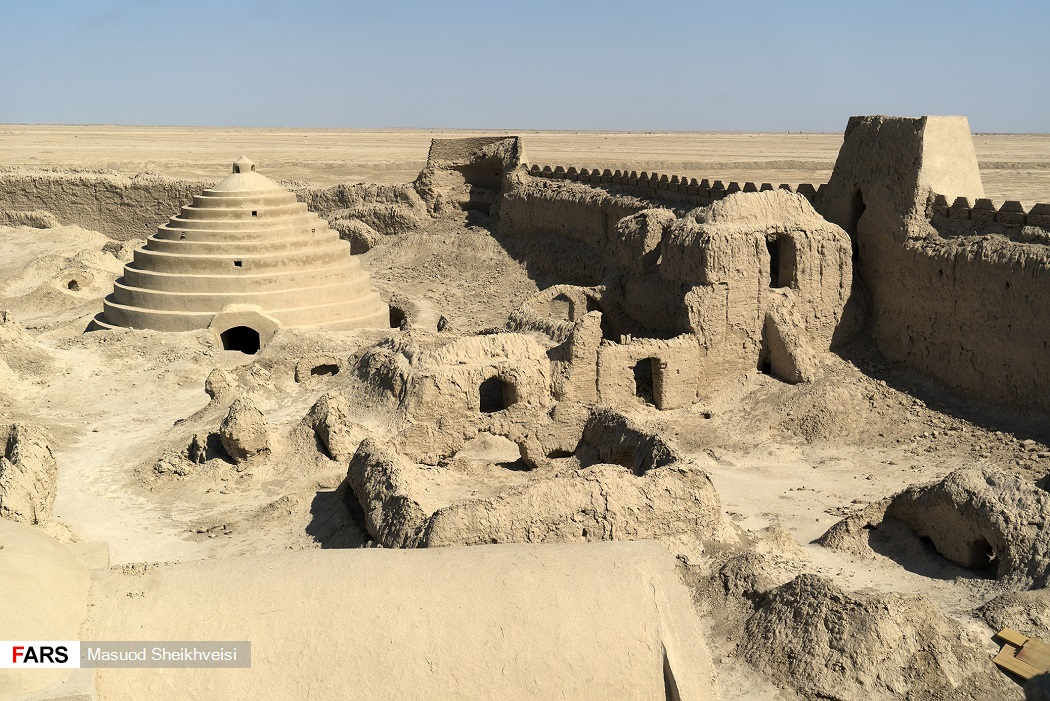
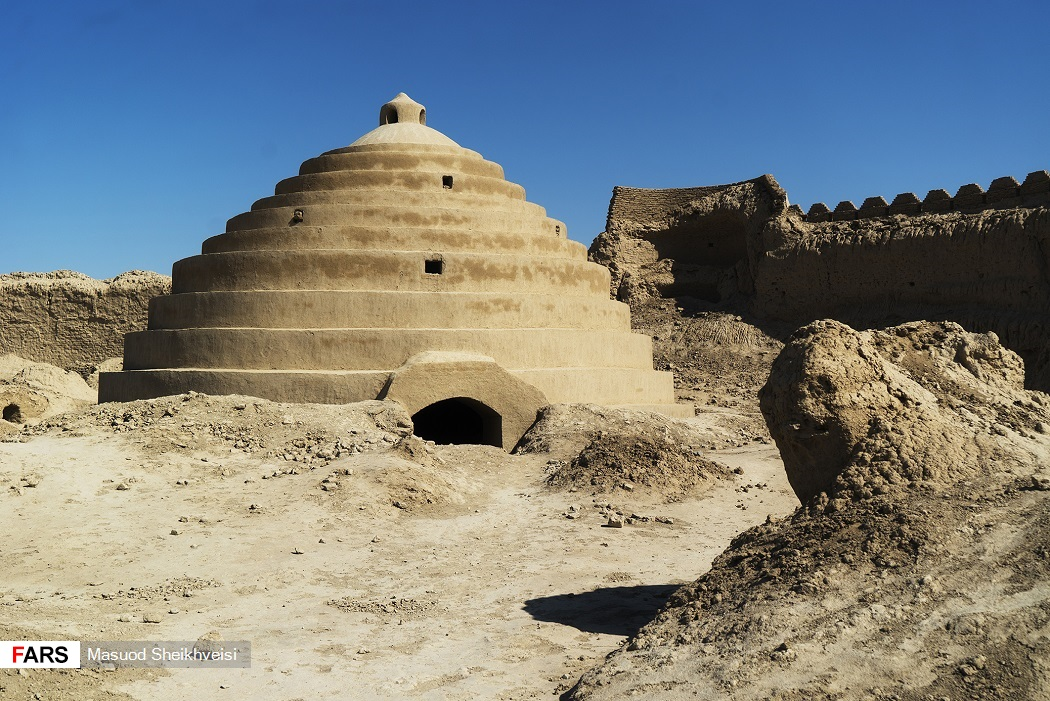
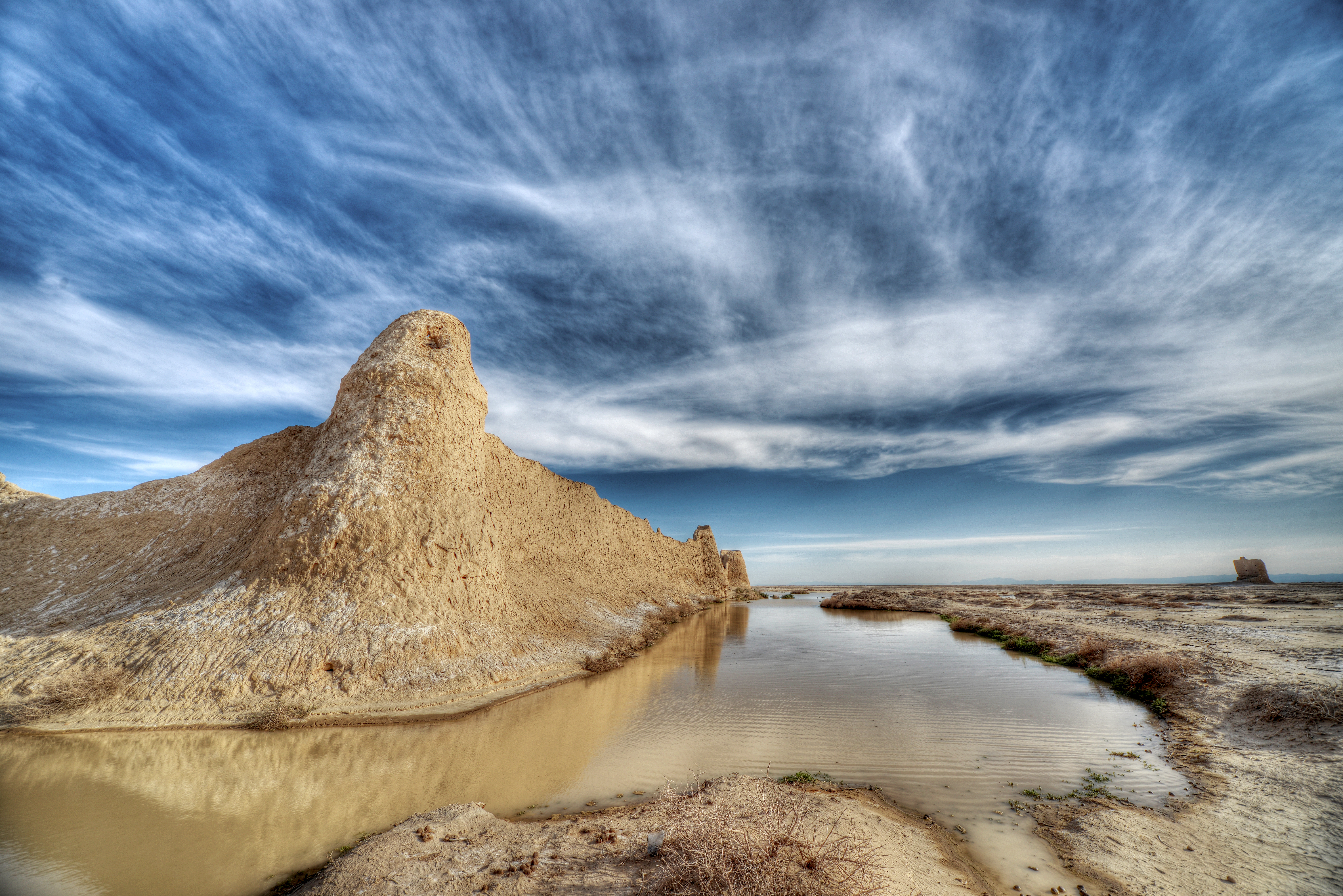
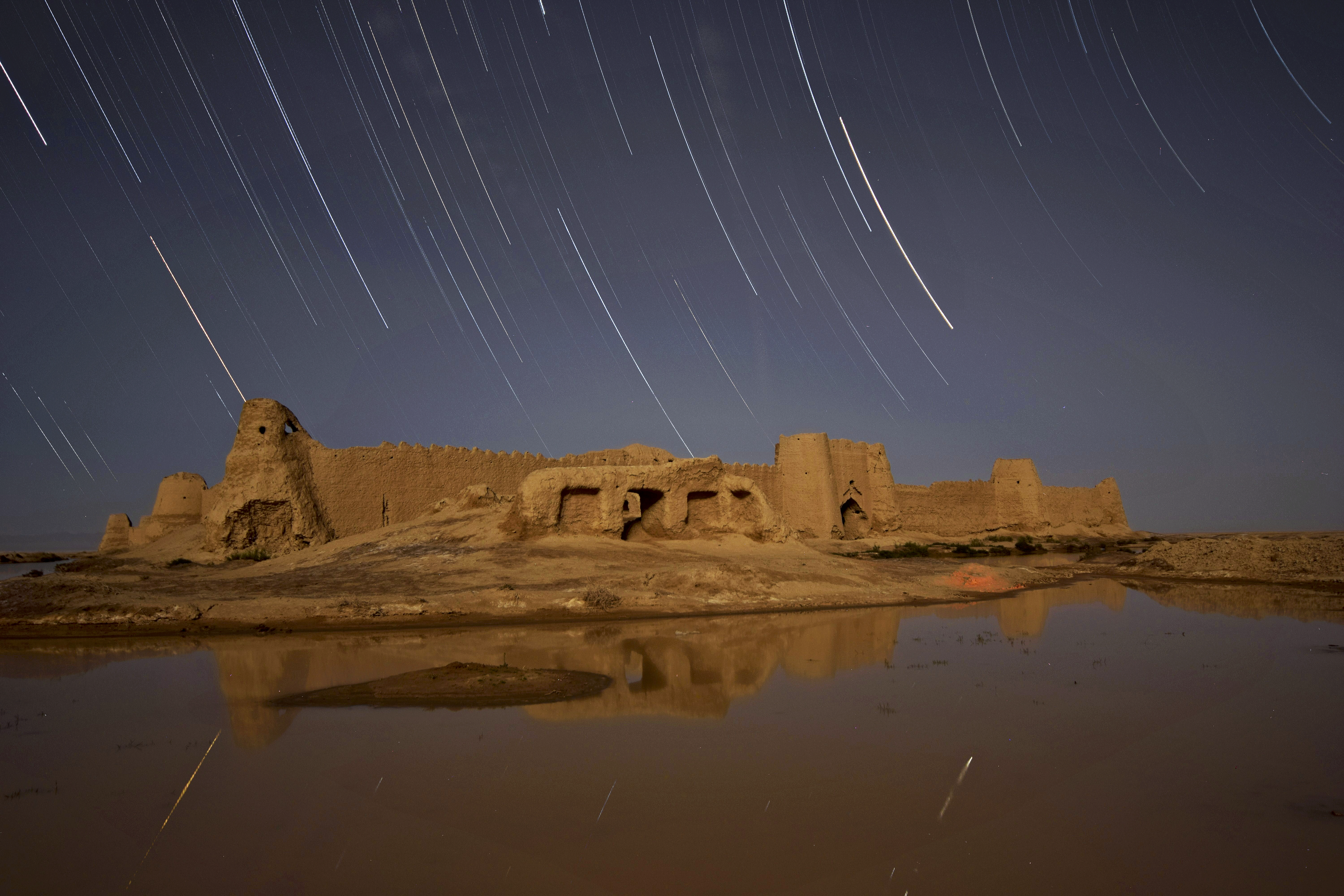
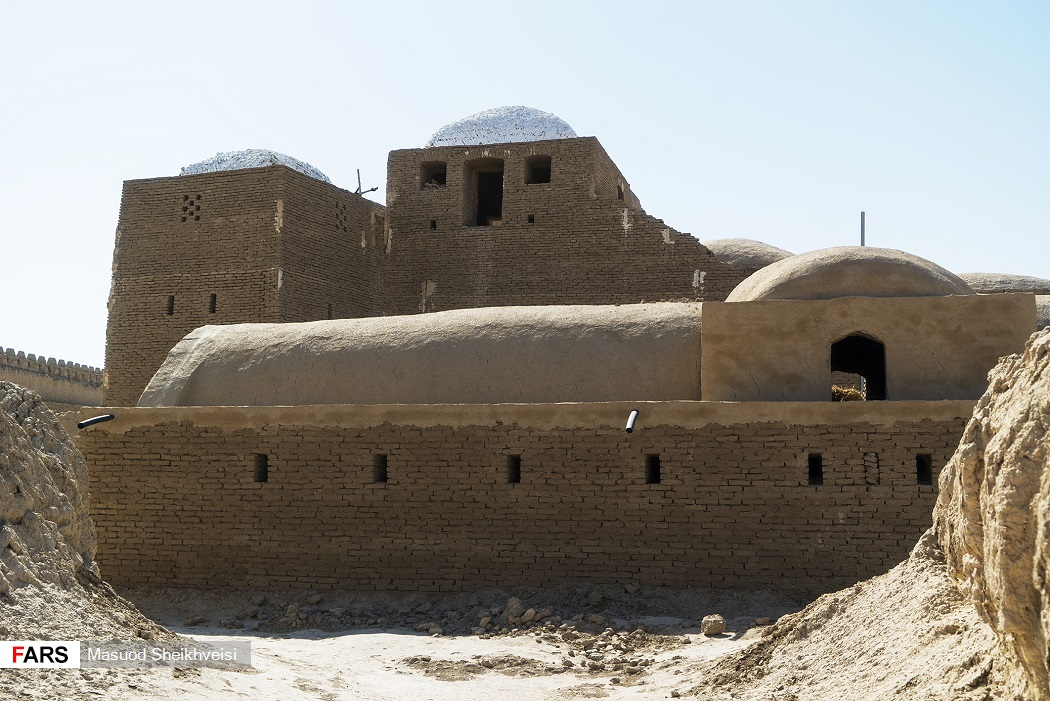
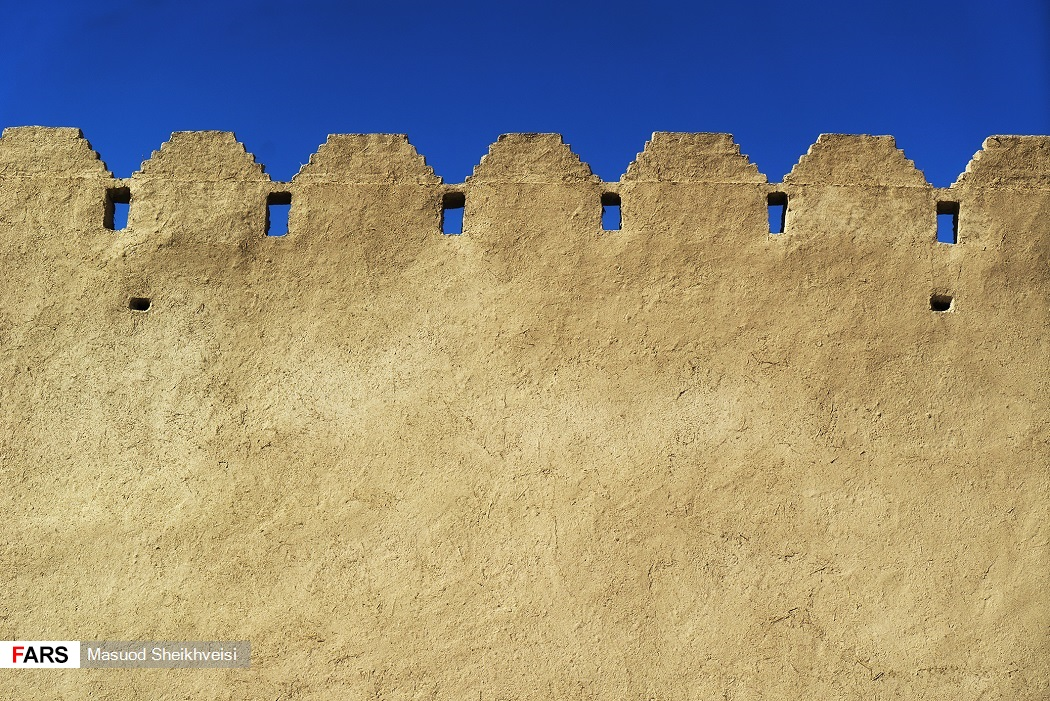
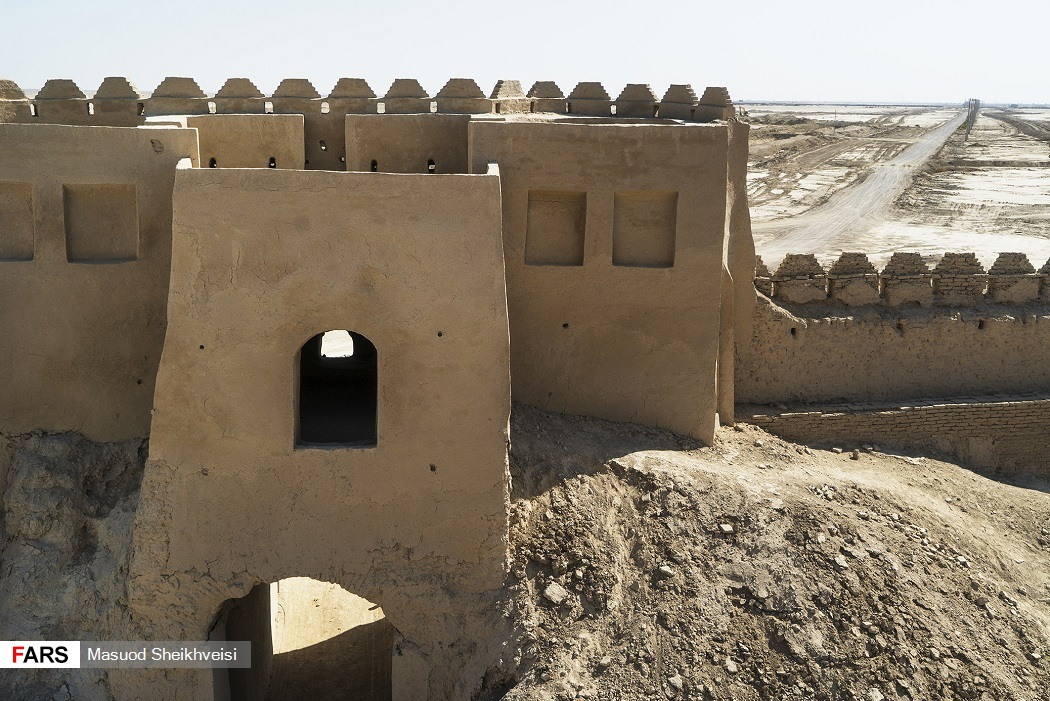